# Polystichum puteicola
Polystichum puteicola là một loài dương xỉ trong họ Dryopteridaceae. Loài này được L.B. Zhang, H. He & Q. Luo mô tả khoa học đầu tiên năm 2010.
Danh pháp khoa học của loài này chưa được làm sáng tỏ. 